# Eva Norberg
För konstnären född 1850, se Eva Norberg (konstnär).
Eva Elisabet Norberg Hagberg, född Norberg 24 december 1915 i Stockholm, död 25 maj 2004 i Sunnansjö, Grangärde socken, var en svensk författare och översättare.
Eva Norberg har skrivit texterna till 16 psalmer i Den svenska psalmboken 1986.

## Priser och utmärkelser
- 1964 – Sigtunastiftelsens författarstipendium (även 1970)
- 1998 – Wallinpriset
- 1999 – Dan Andersson-priset